# George Baer
George Baer, Jr., född 1763 i Frederick i Maryland, död 3 april 1834 i Frederick i Maryland, var en amerikansk politiker (federalist). Han var ledamot av USA:s representanthus 1797–1801 och 1815–1817.
Baer var verksam inom handeln. År 1797 efterträdde han Thomas Sprigg som kongressledamot och satt två mandatperioder i representanthuset. År 1815 tillträdde han på nytt som kongressledamot och efterträddes 1817 av Samuel Ringgold. Baer tjänstgjorde som Fredericks borgmästare 1820–1823. År 1834 avled han och gravsattes på Mount Olivet Cemetery i Frederick.